# Mihail Stelescu
Mihail Stelescu (Galați, 1907 – Bucarest, 16 de julio de 1936) fue un activista político rumano de la Cruzada del Rumanismo.

## Biografía

### En la Guardia de Hierro
Nacido en Galați, se unió, aún en la escuela secundaria, a la Legión del Arcángel Miguel (más tarde también conocida como la Guardia de Hierro), un movimiento político ultranacionalista, fascista y antisemita liderado por Corneliu Zelea Codreanu.
Destacado activista en su condado natal de Covurlui, encarcelado más de una vez por su activismo, recibió la Cruz Blanca (Crucea Albă), la distinción más alta del movimiento, y finalmente se convirtió en lugarteniente de Codreanu. En 1932, fue uno de los cinco miembros de la Legión elegidos para el Parlamento en las listas del Grupo Corneliu Codreanu; también fue el miembro más joven del Parlamento en ese momento. Stelescu, junto con Codreanu, el General Gheorghe Cantacuzino-Grănicerul, Nichifor Crainic y otros, fue juzgado por conspiración criminal tras el asesinato del Primer Ministro Ion G. Duca; todos fueron absueltos por un jurado compuesto por simpatizantes de la Legión.
En septiembre de 1934, por razones misteriosas, fue investigado por un jurado del partido bajo el liderazgo de Cantacuzino-Grănicerul. Tras ser expulsado, se cree que se separó de la Legión antes del veredicto real. Como consecuencia, en 1935, creó su propio movimiento político, inicialmente llamado Águilas Blancas (Vulturii Albi), pero conocido más tarde como la Cruzada del Rumanismo (Cruciada Românismului), y comenzó a publicar una revista semanal del mismo nombre, en la que atacaba ferozmente a Codreanu y la Legión.

### Disidencia y Controversia
Existen versiones contradictorias sobre lo que causó la disidencia de Stelescu. Según la versión de la Legión (publicada mucho después por el sucesor de Codreanu, Horia Sima), Stelescu fue motivado por la envidia hacia Codreanu e incluso había conspirado para asesinarlo; además, a través de los parientes de su esposa, había establecido contacto con operadores políticos cercanos al rey Carol II, quien, como el principal opositor de la Legión, alentó y apoyó su acción. Otras fuentes han afirmado que Stelescu incluso había sido un agente de Siguranța Statului, una hipótesis que se basa en una declaración del escritor Panait Istrati, simpatizante de la Cruzada del Rumanismo; al parecer, le dijo al escritor Alexandru Talex que Stelescu era «el hombre de aquellos que me tienen bajo vigilancia» (una probable referencia a las autoridades rumanas, sospechosas de la anterior actividad comunista de Istrati).
Sin embargo, los legionarios odiaban amargamente a Stelescu como apóstata, y los detalles del complot para asesinar a Codreanu son apenas creíbles; en ese momento, el rey probablemente habría apoyado cualquier cosa que prometiera reducir el crecimiento e influencia de la Legión.
La disidencia pudo haber sido precipitada por el hecho de que Codreanu asignó a Cantacuzino-Grănicerul, en lugar de a Stelescu, para liderar el frente legal de la Legión, el Partido Todo por la Patria (Partidul Totul pentru Țară), la expresión política de la Legión en ese momento. Sin embargo, es más probable que las motivaciones de Stelescu fueran principalmente políticas: Stelescu, junto con las secciones más radicales de la Guardia, estaba desencantado con el intento de Codreanu de centrarse en obtener poder legal.
Al mismo tiempo, hay evidencia de que Stelescu cuestionó el apoyo incondicional de Codreanu a la Alemania nazi (al preferir el fascismo italiano). Según Grigore Traian Pop, quien cita otro escrito de Stelescu, esto no era cierto; Stelescu se convirtió en adversario tanto del nazismo como del fascismo italiano.
Stelescu también atacó al líder de la Guardia por mantener contactos secretos con las autoridades y recibir sobornos y subsidios, afirmando que, en 1935, durante la represión de la Guardia, el líder se refugió en la residencia de una pariente femenina de Elena Lupescu, amante del rey, diciendo: «Mientras todos estaban en Jilava y en otras prisiones, tú estabas siendo acogido por una dama. Era una persona adversa a tu acción. ¿Cómo te llevabas tan bien?". También desafió la imagen pública de Codreanu sugiriendo que el líder de la Guardia era en realidad un bon vivant, además de inculto y un plagiario. En una ocasión, desafió los métodos violentos de Codreanu escribiendo una carta abierta que decía: «[Si voy a ser asesinado,] pido una indulgencia, que el ‘Jefe’ en persona venga [y lo haga], y, si es posible, no por la espalda».

### Cruzada del Rumanismo
La Cruzada del Rumanismo fue una organización nacionalista y ecléctica, que presentaba un tono más izquierdista y social (su programa político incluía temas como salarios decentes, una jornada laboral obligatoria de 8 horas y pensiones para trabajadores inválidos) que otras organizaciones de derecha de esa época. La disidencia de Stelescu puede compararse con las de Otto Strasser o Manuel Hedilla. Según Alexandru Talex, Stelescu tenía la voluntad de formar un partido. Istrati probablemente contribuyó a equilibrar las ideologías en el discurso de la Cruzada.
Stelescu recibió apoyo de un pequeño número de personalidades conocidas (el oficial del Ejército Rumano Nicolae Rădescu, junto a Talex e Istrati), pero pocos Legionarios se unieron a él. El impacto general de la disidencia en el movimiento fue mínimo, aunque la Legión adoptó más tarde algunos de los aspectos sociales del programa de Stelescu. Ante la falta de atracción, el grupo se adhirió al Frente Constitucional, una alianza electoral nacionalista formada alrededor del Partido Nacional Liberal-Brătianu y el Partido Popular de Alexandru Averescu (también incluyó por algún tiempo al efímero Bloque Ciudadano, presidido por Grigore Forțu).

### Muerte
En 1936, Stelescu fue admitido en el Spitalul Brâncovenesc, un hospital de Bucarest, para una apendicectomía. Mientras se recuperaba, fue encontrado por los Decemviri (los «Diez Hombres»), un escuadrón de la Guardia de Hierro liderado por Ion Caratănase y probablemente creado en 1935 en Târgu Mureș (durante un congreso juvenil tolerado por el ejecutivo de Gheorghe Tătărescu).
Según la versión de la Legión, los asesinos llenaron su cuerpo con unos 200 disparos, después de lo cual dejaron el hospital sin ser molestados y se entregaron voluntariamente a la policía. La versión alternativa afirma que los asesinos dispararon unos 120 tiros (otras fuentes señalan un número tan bajo como 38), después de lo cual atacaron el cadáver con hachas o hachuelas, y bailaron alrededor de él hasta que llegó la policía. Los rumores, difundidos justo después del asesinato, de que miembros del escuadrón de la muerte habían participado en actos de canibalismo, son infundados.
Los diez miembros de los Decemviri fueron arrestados inmediatamente. Fueron declarados culpables de asesinato y condenados a cadena perpetua con trabajos forzados. Aunque oficialmente tanto Codreanu como los Decemviri afirmaron que la acción había tenido lugar sin el conocimiento o consentimiento de Codreanu, la probabilidad sigue siendo muy poco probable; además, Codreanu personalmente les otorgó a cada uno de ellos la Cruz Blanca mientras estaban en prisión.
El 30 de noviembre de 1938, los 10 miembros de los Decemviri, junto con el escuadrón de la muerte Nicadori y Codreanu, fueron asesinados durante una purga de la Guardia de Hierro ordenada por el rey Carol II. Los hombres fueron estrangulados mientras eran transportados a la Prisión de Jilava. Sus cuerpos fueron disueltos en ácido y colocados bajo siete toneladas de concreto.